# Palagruža

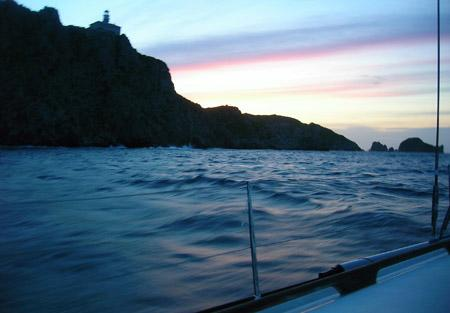
A sziget este

Palagruža (olaszul Pelagosa, görögül Πέλαγος) a szárazföldtől legtávolabb lévő horvát sziget. Az Adriai-tenger közepén található. Splittől 124 km-re délre, az olaszországi Pescara várostól pedig 168 km-re északra helyezkedik el. 0,286 km² területű, 1400 méter hosszú, 300 méter széles és 90 méter magas. A szigetet körülvevő tengerrész az Adria leggazdagabb halászterülete, az egyéni búvárkodás azonban a Palagruža szigetvilágában tilos. Két strandja van: az egyik, a sziget északi részén fekvő Stara Vlaka-öböl, a másik pedig a Veli Žal, vagyis a "Déli arany" part. A szigetrezervátum számos mediterrán növény- és különleges, helyi állatfajban gazdag. A sziget lakatlan.

## Világítótornya
Palagruža világítótornyát még 1875-ben, az Osztrák–Magyar Monarchia idején építettek. A sziget közepén helyezkedik el 90 méter tengerszint feletti magasságon. Az adriai világítótornyok közül ez a legmagasabb. A torony belsejében négyszemélyes apartman és kisebb régészeti gyűjtemény is található. Az épület Palagružáról és Bračról származó mészkőből épült. A még ma is működő világítószerkezetét 1873-ban készítette el Henry Epoulite párizsi  mester.

## Történelme
Palagružát már az i. e. 6. évezredben ismerték. Szerencsés fekvése miatt mindig is kiváló pihenőhelyként szolgált a fáradt hajósok számára. Régészetileg nagy becsben tartott lelőhelyein az i. e. 6. század athéni mestereitől származó kerámiatárgyak maradványai kerültek elő. Ehhez a helyhez köthető a görög Diomédész legendája is. Diomédész a monda szerint Odüsszeusz oldalán harcolt, és vele együtt sikerült túlélnie a trójai háborút. A végső csata után Diomédész az Adria felé vette az irányt, ahol aztán az ottani illír népekkel csatározott. A hagyomány úgy tartja, hogy halála után a hőst éppen Palagružán temették el. Zeusz tudomást szerezvén Diomédész és társai haláláról, madarakká változtatta az illír ellenfelek lelkét, akik ma is ott keringenek a trójai hős vélt sírja felett. A középkor folyamán III. Sándor pápa is megfordult a szigeten. Az egyházi történelmi források szerint, 1177. március 9-én, hamvazószerdán tartózkodott itt. Tíz vitorláshajóból álló tengeri flottájával erre utazva, el volt ragadtatva a szigetcsoport szépségétől és szeretett volna kikötni. A pápának Palagruža Mala szigetének egyik kis fennsíkján szolgálták fel vacsorát, ezért ezt a fennsíkot ma is a Pápa mezejének hívják. A palagružai tartózkodás után a flotta tovább folytatta útját Zára majd Velence felé.

## Tengeri élővilága
Ezen a környéken számos ritka halfaj található. Ilyen például a muréna, amely főleg vízalatti barlangok közelében tenyészik. A sziget környéki tenger a homároknak és az adriai barrakúdáknak is otthont ad. Ez a halászatnak is kedvez. Egészen a 20. század elejéig élt egy halászszokás a közeli Vis sziget halászai körében, hogy a komižai halászhajóikkal (falkusa) egész napos homárvadásztra indultak. Versengtek, hogy estig ki tudja a több homárt és szardíniát kifogni.

## Természetvédelmi területe
Palagruža teljes területe rezervátumi védettség alatt áll, mivel 220, illetve 120 autochtón növény- és állatfaja közül nem egynek kizárólagos lelőhelye a sziget. Főleg kapribogyóbokrok, oleanderbokrok, pelinbokrok és rododendronok nőnek errefelé.

## Külső hivatkozások
- Adria.net Archiválva 2009. február 18-i dátummal a Wayback Machine-ben
- Adria életcél-turisztikai honlap